# Giovanni Oliva
Giovanni Oliva (Perugia, ... – Chieti, 1577) è stato un arcivescovo cattolico italiano.

## Biografia
Prete, dottore in utroque iure, era cappellano di Sant'Agata a Perugia e protonotario apostolico.
Il 14 gennaio 1568, per cessione del cardinale Marcantonio Maffei, papa Pio V lo elesse arcivescovo di Chieti. Fu consacrato dal cardinale Giulio della Rovere nella Cappella Sistina in Roma il 25 gennaio e ricevette il pallio dei metropoliti l'8 febbraio successivo.
Applicò in diocesi i decreti del Concilio di Trento, istituendo il seminario per la formazione del clero.
Si adoperò per correggere i costumi, eliminare gli abusi e nel difendere la giurisdizione ecclesiastica: questo gli attirò numerose ostilità e false accuse davanti al pontefice, delle quali venne riconosciuto innocente.
Morì nel 1577 e fu sepolto in cattedrale.

## Genealogia episcopale
La genealogia episcopale è:
- Cardinale Alessandro Farnese
- Cardinale Giulio Feltrio Della Rovere
- Arcivescovo Giovanni Oliva